# Anne Neville, Duchess of Buckingham
Anne Neville, Duchess of Buckingham (* um 1408; † 20. September 1480), war die Tochter von Ralph Neville, 1. Earl of Westmorland, und dessen Gattin Joan Beaufort. Sie hatte 23 weitere Geschwister und Halbgeschwister, darunter ihre jüngere Schwester Cecily Neville, spätere Mutter von Eduard, George und Richard, sowie ihr älterer Bruder Richard Neville, 5. Earl of Salisbury, späterer Vater von Richard Neville, 16. Earl of Warwick, dem Königsmacher.
1424 wurde Anne mit Humphrey Stafford, 6. Earl of Stafford, verheiratet. Nachdem ihr Mann 1444 zum Duke of Buckingham ernannt worden war, führte sie den Höflichkeitstitel einer Duchess of Buckingham.
Anne erlebte es seit etwa 1450 als persönliche Tragödie, dass im Zuge der wachsenden Streitigkeiten zwischen den Häusern Lancaster und York die Familie Neville in zwei Lager gespalten wurde. Sie und ihr von Thomas of Woodstock, dem Stammvater der fünften Erblinie Eduards III., abstammender Mann hielten zu König Heinrich VI. aus dem Hause Lancaster, während ihre Schwester Cecily den Vertreter der zweiten und vierten Erblinie, Richard Plantagenet, 3. Duke of York, geheiratet hatte und auch Salisbury sich verstärkt mit ihm verbündete. Zum Ausbruch der Rosenkriege 1455 kämpfte ihr ältester Sohn Humphrey in der Ersten Schlacht von St Albans gegen ihren Schwager York und ihren Neffen Warwick.
1459 übernahm Anne im Auftrag der Lancasterseite die Bewachung ihrer nach der Schlacht von Ludlow in Gefangenschaft geratenen Schwester Cecily samt deren drei jüngsten Kindern Margarete, George und Richard.
Annes Mann wurde in der Schlacht von Northampton 1460 von Warwick geschlagen, wobei Humphrey den Tod fand. Die verwitwete Anne heiratete 1467 erneut, diesmal Walter Blount, 1. Lord Mountjoy (1416–1474).
Anne starb am 20. September 1480 und wurde in Pleshy, Essex, begraben.

## Nachkommen
Der Ehe zwischen Anne und Humphrey Stafford entsprangen mehrere Kinder.
Söhne
- Humphrey († 1455) ⚭ Margaret Beaufort
- Henry Stafford († 1471) ⚭ Margaret Beaufort, Countess of Richmond[4]
- John Stafford, 1. Earl of Wiltshire († 1473) ⚭ Constance Green
- Edward Stafford
- George und William Stafford (Zwillinge)

Töchter
- Katherine Stafford ⚭ John Talbot
- Joanna (Joan) Stafford ⚭ William Beaumont und später mit William Knyvett (1440–1515)[4]
- Anne Stafford ⚭ Aubrey de Vere und anschließend mit Thomas Cobham
- Margaret Stafford ⚭ Robert Dunham

Die Ehe mit Walter Blount blieb ohne Erben.